# Bactrocera atrichus
Bactrocera atrichus
 es una especie de díptero que Mario Bezzi describió por primera vez en 1919. Bactrocera atrichus pertenece al género Bactrocera de la familia Tephritidae. Esta especie como plaga agrícola ha sido atacada por los agricultores en Filipinas.